# Lophopus
Lophopus is een mosdiertjesgeslacht uit de  familie van de Lophopodidae en de orde Plumatellida

## Soorten
- Lophopus brisbanensis Colledge, 1917
- Lophopus crystallinus (Pallas, 1768) = zakvormig mosdiertje
- Lophopus jheringi Meissner, 1893

Niet geaccepteerde soorten:
- Lophopus capensis Sollas, 1908 → Lophopodella capensis (Sollas, 1908)
- Lophopus lendenfeldii Ridley, 1886 → Hyalinella lendenfeldi (Ridley, 1886)